# Гідрогеологія Естонії
Естонія займає північну частину Прибалтійського артезіанського бас. У осадовому чохлі виділяють моноклінальні водоносні комплекси і горизонти:
- четвертинний (потужність від 1-5 до 40-150 м),
- верхньодевонський (до 25 м),
- верхньосередньодевонський (до 250 м),
- середньонижньодевонський (до 80 м),
- силурійсько-ордовицький (до 200 м),
- ордовицько-кембрійський (до 80 м) і
- кембрійсько-вендський (до 100 м).

Води кристалічного фундаменту пов'язані з його верхньою тріщинуватою і вивітреною частиною. У області розвитку закарстованих карбонатних порід спостерігаються карстові джерела і підземні річки.
Водовмісну товщу розділяють на 2 геогідродинамічні зони: верхню — зону інтенсивного водообміну (вода прісна, мінералізація 0,2-0,6 г/л), нижню — зона утрудненого водообміну (вода у верх. частині прісна або солонувата із загальної мінералізацією 1-10 г/л, в ниж. частині — солонувата і солона до 20 г/л). Загальний підземний стік бл. 9 млн м³/добу.
Модуль підземного стоку 1-9 л/с.км².
Прогнозні експлуатаційні ресурси прісних підземних вод — 3 млн м³/добу.
Для відбору води експлуатується бл. 20 000 свердловин, глибина б.ч. свердловин до 20 м, рідше до 100 м і глибше. Питомі дебіти свердловин від 0,1-0,4 до 2,0-4,0 (іноді до 27) л/с м.
Розвідані і експлуатуються мінеральні води хлоридного (Вярска, Кярдла, Хяедемеесте) і хлоридно-сульфатного (Вярска) типів, сумарні розвідані запаси яких бл. 1500 м³/добу.